# Brogärde
Brogärde is een plaats in de gemeente Alingsås in het landschap Västergötland en de provincie Västra Götalands län in Zweden. De plaats heeft 57 inwoners (2005) en een oppervlakte van 20 hectare. De plaats ligt vlak bij het meer Anten en voor de rest bestaat de directe omgeving van de plaats uit zowel bos als landbouwgrond. De stad Alingsås ligt ongeveer vijftien kilometer ten zuiden van het dorp. De bebouwing in Brogärde bestaat vrijwel geheel uit vrijstaande huizen.